# Парижская коммуна (1789—1794)
Парижская Коммуна (фр. Commune de Paris) — муниципальное правление города Парижа, с 1789 года до 9 термидора (27 июля) 1794 года. Такое название даётся парижскому муниципалитету с 10 августа 1792 года, когда во главе его стали Петион, в качестве мэра, и Манюэль — прокурора-синдика.
По приказанию Петиона королевская семья была переведена в тампльскую тюрьму. Когда Конвент заменил собой Законодательное собрание, члены коммуны вступили в борьбу с министрами и жирондистами. Предложения жирондистов в Конвенте против коммуны были отвергнуты и коммуна с этого времени стала играть значительную роль в политической жизни Франции: она требовала и добилась учреждения революционного трибунала, предания суду Дюмурье, ареста жирондистов; она одобряла все исключительные меры конвента во время террора. Ненавидя католицизм, коммуна установила культ разума, причём особенно усердствовали Шометт и Эбер. Робеспьер, приказавший их гильотинировать, должен был сознаться, что это значительно пошатнуло его авторитет. В новом своём составе, однако, коммуна до конца была предана Робеспьеру и защищала его. После его падения Конвент приказал гильотинировать 73 члена коммуны, в том числе их мэра, Флерио-Леско.
Город был разделён на 48 секций (1795), с учреждением для каждой из них особого муниципалитета. Общий совет коммуны (Conseil général de la Commune) состоял из 24 представителей парижского муниципалитета, и все его постановления имели громадное влияние на события революции. Заседания совета были публичны; зала заседаний имела особые места для публики, которые были всегда заняты. Шометт, прокурор совета, ежедневно вносил туда массу предложений, которые и принимались собранием, за довольно редкими исключениями. Большинство этих постановлений принимали и все остальные общины республики.